# Hypena signata
Hypena signata là một loài bướm đêm trong họ Erebidae.